# Bury (België)
Bury is een dorp in de Belgische provincie Henegouwen, en een deelgemeente van de Waalse stad Péruwelz.
Bury was een zelfstandige gemeente, tot die bij de gemeentelijke herindeling van 1977 toegevoegd werd aan de gemeente Péruwelz.

## Bezienswaardigheden
- Het Château de Courrière is een neoclassicistisch kasteel dat werd gebouwd in 1840 voor de graaf Ferdinand-Charles de Visart de Bocarmé. Bij het kasteel behoort een iets jongere boerderij met een merkwaardige schuur.
- Het Château de Bitremont was sinds de 13e eeuw de zetel van een heerlijkheid. Er zijn nog resten van een donjon van eind 13e eeuw. In 1998 werd het kasteel getroffen door brand en verkeerde daarna in ruïneuze toestand.
- De Sint-Amanduskerk heeft een 16e-eeuwse toren. De eigenlijke kerk werd herbouwd in 1757 en in 1841 werd het schip opnieuw gewijzigd en werden zijbeuken toegevoegd. De vensters in het schip zijn in classicistische stijl.

## Natuur en landschap
De hoogte aan de kerk bedraagt 47 meter.

## Demografische ontwikkeling
- Bronnen:NIS, Opm:1831 tot en met 1970=volkstellingen

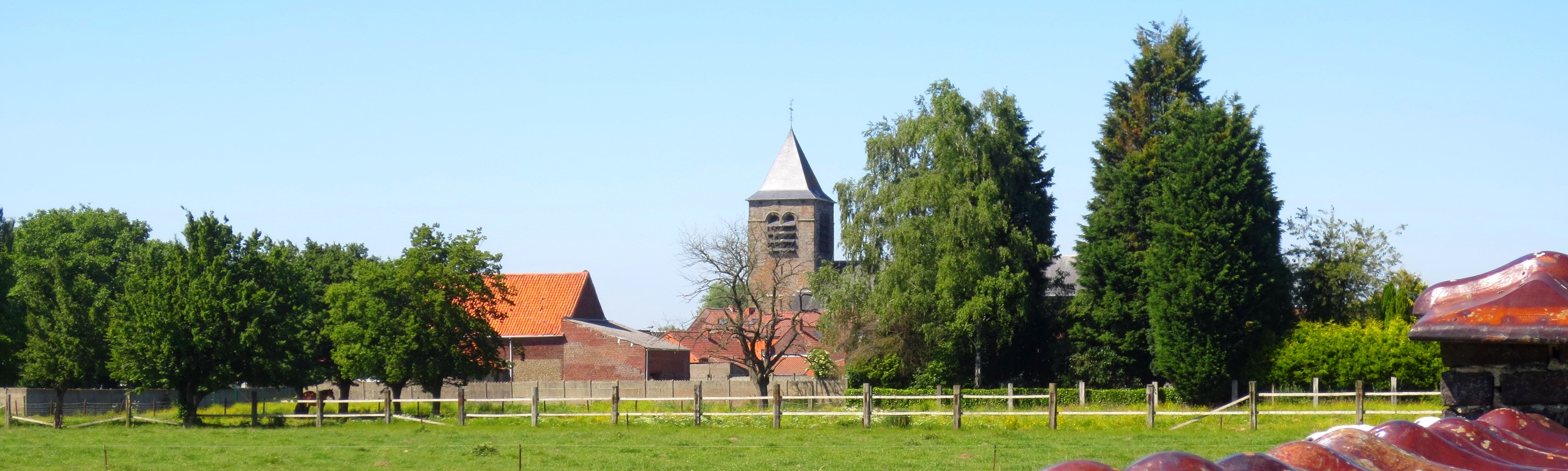
Bury

## Nabijgelegen kernen
Roucourt, Thumaide, Willaupuis